# Cholovocera punctata
Cholovocera punctata es una especie de coleóptero de la familia Endomychidae.

## Distribución geográfica
Habita en la mitad sur de Europa.